# OHRA-schaaktoernooi
Het OHRA-schaaktoernooi (in 1982 het Amsterdam Schaakfestival en van 1983 tot 1985 het OHRA Schaakfestival genaamd) was een schaaktoernooi dat tussen 1982 en 1990 jaarlijks werd georganiseerd in Amsterdam. Het toernooi is de opvolger van het IBM International Chess Tournament, waarvan de laatste editie in 1981 werd gehouden. De naam van het toernooi verwijst naar de verzekeringsmaatschappij OHRA, die het toernooi sponsorde.

## Geschiedenis
Na het verdwijnen van het IBM-toernooi in 1981 richtte een groep particulieren de Stichting Schaak Amsterdam op. Deze stichting trok een aantal sponsoren aan zodat het in 1982 mogelijk zou zijn om het internationaal schaaktoernooi voor Amsterdam te behouden. De editie van 1982 bestond uit een jeugdtoernooi, een open toernooi en een hoofdtoernooi, waarvan een aantal plekken bestonden uit invitaties en de overige deelnemers werden gekozen uit de inschrijvingen. Het toernooi vond plaats in de Amsterdamse RAI.
De tweede editie werd gedeeltelijk in Arnhem gehouden, omdat daar het hoofdkantoor van Ohra gevestigd is. De overige ronden vonden plaats in de RAI.
Vanaf de derde editie werd het toernooi gehouden in Grand Hotel Krasnapolsky. 
In 1984 werd de zogeheten kroongroep geïntroduceerd met zes internationale grootmeesters die een dubbele round robin tegen elkaar speelden. Deelnemers uit de kroongroep bestonden uit invitaties, inclusief de winnaar van de hoofdgroep van het jaar ervoor.
In 1987 kondigde hoofdsponsor OHRA aan het toernooi nog voor drie jaar te garanderen. Omdat er geen nieuw sponsor werd gevonden, verdween het toernooi na 1990.

## Lijst van winnaars

### Winnaars Hoofdgroep Open toernooi
| # | Jaar | Locatie                               | Winnaar(s)                               | Tweede                                                   | Deelnemers |
| 1 | 1982 | RAI Amsterdam                         | Vlastimil Hort Nigel Short               |                                                          | 32         |
| 2 | 1983 | Stadsschouwburg Arnhem, RAI Amsterdam | Murray Chandler Gyula Sax                |                                                          | 32         |
| 3 | 1984 | Grand Hotel Krasnapolsky              | Jan Timman                               | Lajos Portisch                                           | 24         |
| 4 | 1985 | Grand Hotel Krasnapolsky              | Ferdinand Hellers                        | Ivan Farago Sergey Koedrin Bojan Kurajica Daniel Campora | 32         |
| 5 | 1986 | Grand Hotel Krasnapolsky              | Alonso Zapata                            | Jacob Murey Jan Smejkal Jefim Geller                     | 32         |
| 6 | 1987 | Grand Hotel Krasnapolsky              | Vlastimil Hort Amador Rodriguez Cespedes |                                                          | 28         |
| 7 | 1988 | Grand Hotel Krasnapolsky              | Boris Gulko Boris Gelfand Eric Lobron    |                                                          | 24         |
| 8 | 1989 | Crest Hotel Amsterdam                 | Zoerab Azmaiparasjvili Lev Psachis       |                                                          | 26         |
| 9 | 1990 | Crest Hotel Amsterdam                 | Vladimir Toukmakov Judit Polgar          |                                                          | 24         |

### Uitslagen kroongroep
| Jaar | Winnaar                        | Tweede                                 | Derde                                            |
| 1985 | Anatoly Karpov (7 / 10)        | Jan Timman                             | John Nunn                                        |
| 1986 | Ljubomir Ljubojevic (6.5 / 10) | John van der Wiel                      | Zoltan Ribli                                     |
| 1987 | John van der Wiel (6.5/10)     | Murray Chandler Boris Gulko Jan Timman |                                                  |
| 1988 | Viktor Korchnoi (6 / 10)       | John Nunn                              | John van der Wiel Vlastimil Hort Predrag Nikolic |
| 1989 | Oleksandr Beljavsky (7 / 10)   | Jon Speelman Viktor Korchnoi           |                                                  |
| 1990 | Oleksandr Beljavsky (6.5 / 10) | Lajos Portisch                         | Viktor Korchnoi                                  |

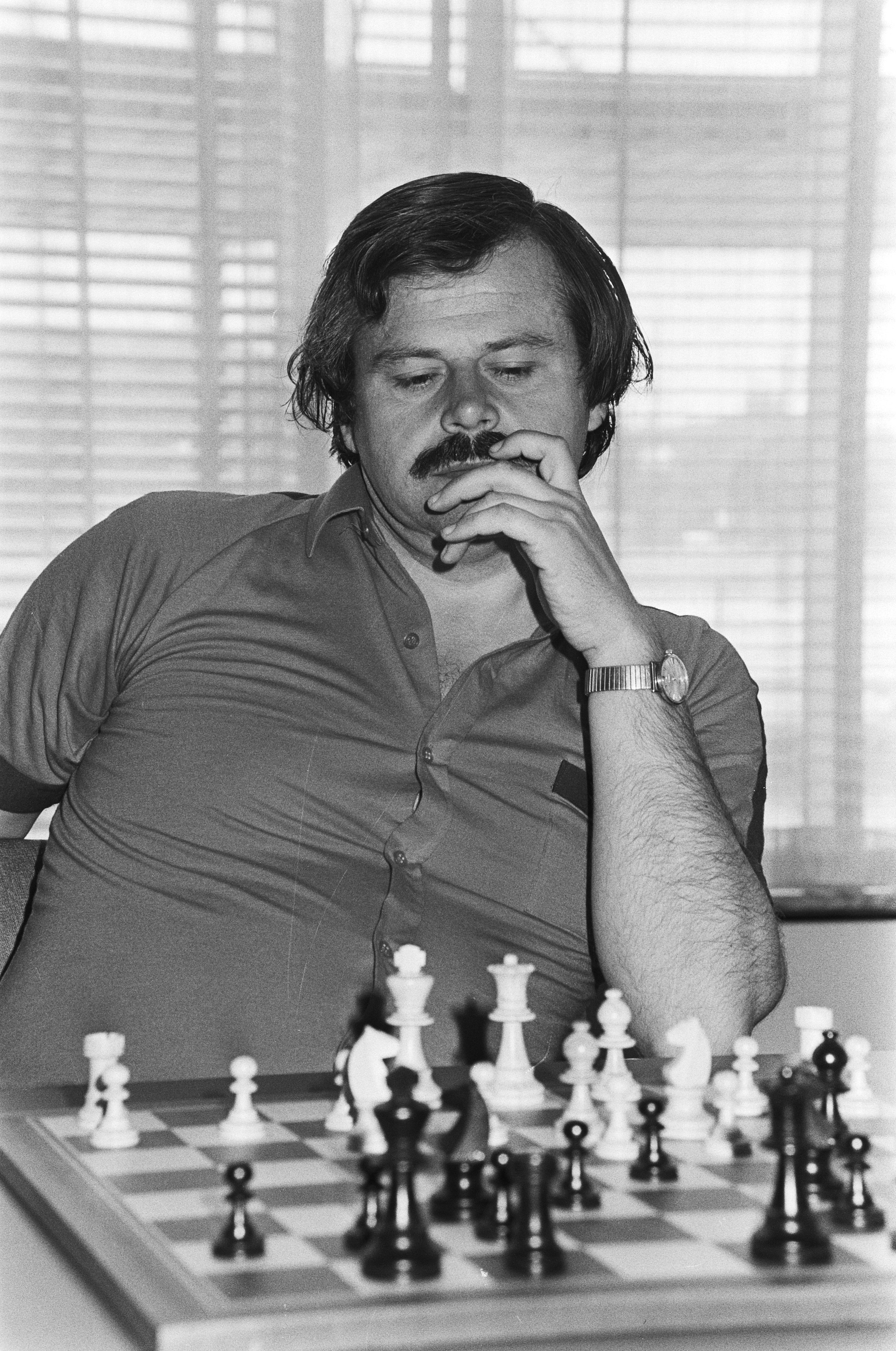
Hort (gedeeld winnaar 1982)
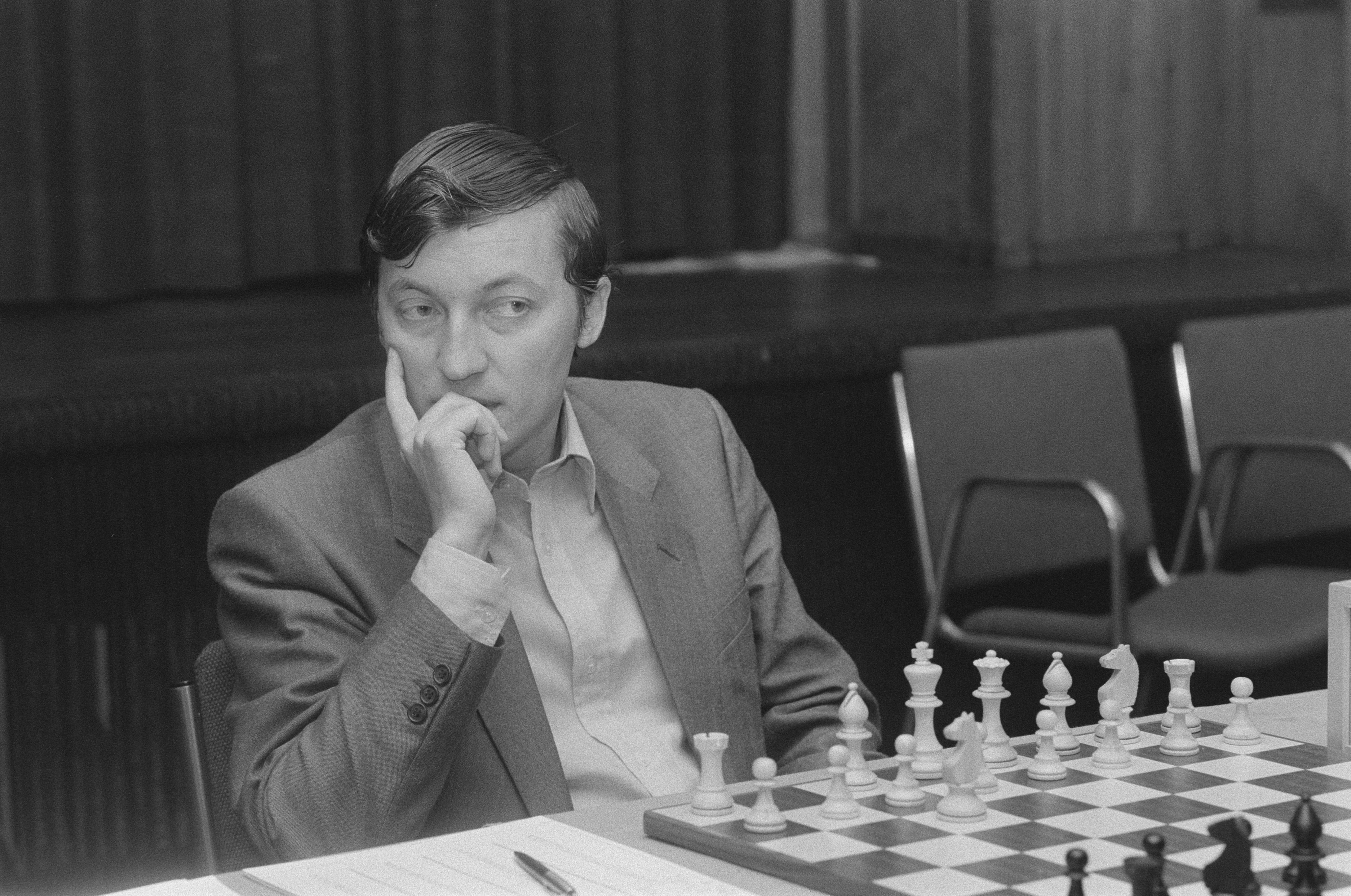
Karpov (winnaar 1985)
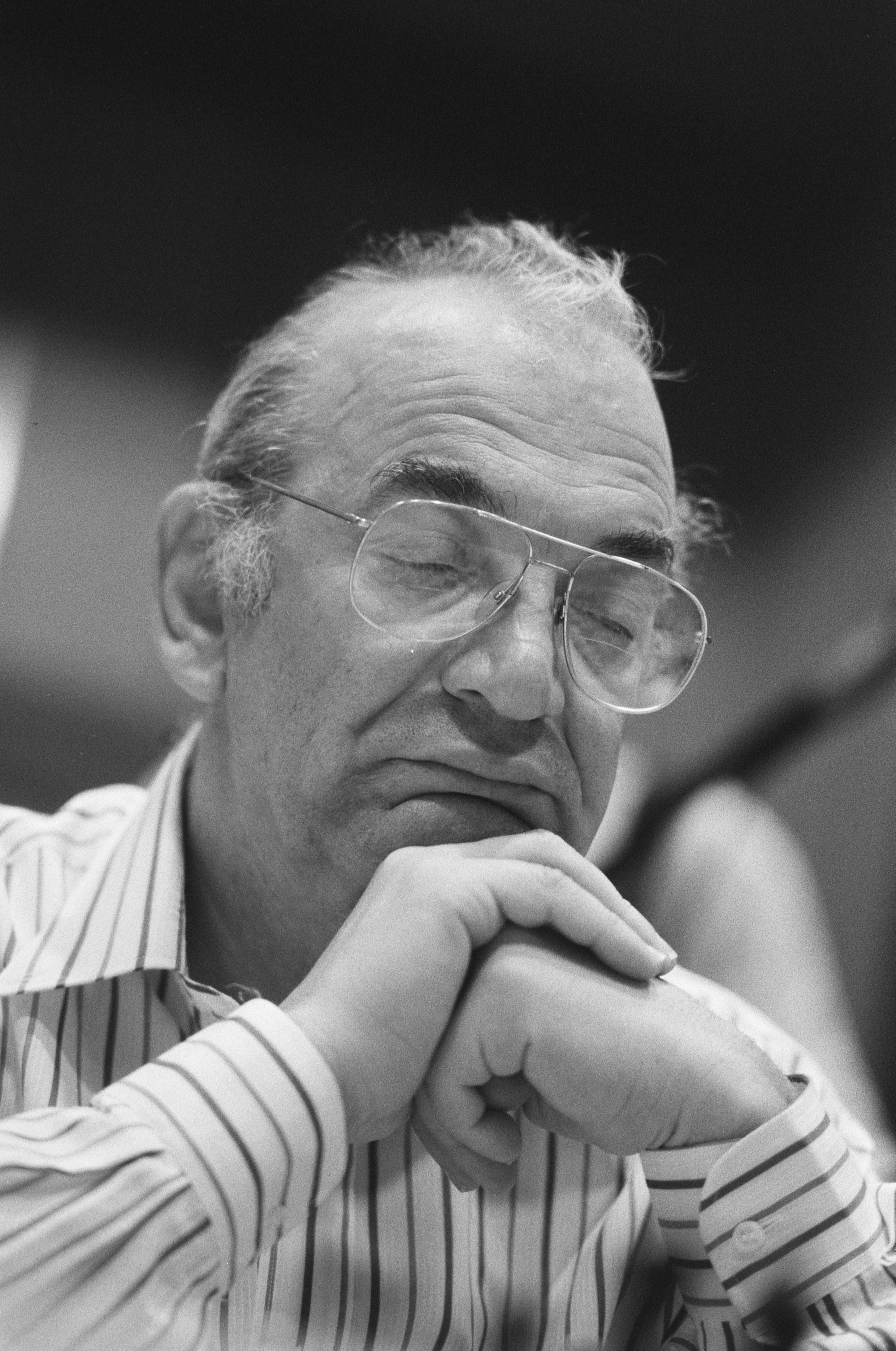
Kortsjnoj (winnaar 1988)

## Trivia
- Tussen 1985 en 1987 vonden ook drie OHRA-schaaktoernooien plaats in Brussel.